# Aligau
Aligau ou Aligaa est une petite île inhabitée des Maldives.

## Géographie
Aligau est située dans le centre des Maldives, au Sud de l'atoll Faadhippolhu, dans la subdivision de Lhaviyani.